# Torgny T:son Segerstedt

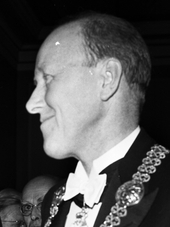
Torgny T:son Segerstedt

Torgny T:son Segerstedt (in Langform Torgny Torgnysson; * 11. August 1908 in Mellerud, Schweden; † 28. Januar 1999 in Uppsala) war ein schwedischer Philosoph und Soziologe. Er wurde 1947 Schwedens erster Professor für Soziologie. Von 1955 bis 1978 war er Rektor der Universität Uppsala.
Segerstedt zu Ehren wird seit 1975 von der Universität Uppsala der Monismanien-Preis vergeben.
Sein Vater war der Religionswissenschaftler Torgny Karl Segerstedt. Seine Schwester war die Politikerin Ingrid Segerstedt-Wiberg.